# Phi Liêm
Phi Liêm (chữ Hán: 蜚廉), cũng viết là Phi Liêm (飛廉), là một nhân vật lịch sử họ Doanh sống vào thời Trụ Vương nhà Thương, ông chính là hậu duệ 5 đời của Trung Diễn (中衍) - một trọng thần đời vua Thái Mậu, cha Phi Liêm là Trung Quyết (中潏) là một vị quan thanh liêm có tiếng thời đế Ất.

## Lịch sử
Phi Liêm giữ chức quan trong triều đình nhưng lại xu nịnh chuyên môn xúi dục Trụ Vương làm những điều xằng bậy khiến dân tình ca thán, trăm họ lầm than, đến khi Chu Vũ Vương diệt được vua Trụ lập tức đem Phi Liêm cùng con trai trưởng là Ác Lai (惡來) ra trảm lập quyết để làm gương cho thiên hạ. Khi bị quân lính đem lên đài xử trảm, Phi Liêm vẫn một mực kêu oan, Khương Thái Công có hỏi tại sao lại kêu oan thì Phi Liêm cãi rằng nếu tôi có tội với dân chúng vì trung thành với nhà Thương thì đối với nhà Chu phải là người lập được công to mới đúng. Tuy nhiên, Chu Vũ Vương không thể chấp nhận lời biện luận đó nên vẫn ra lệnh hành quyết.

## Hậu duệ
Theo Sử Ký Tư Mã Thiên - Tần bản kỷ và Triệu thế gia thì Phi Liêm có hai người con trai:
- Ác Lai (惡來) cùng cha phò tá Trụ vương nên cả hai đều bị xử trảm, con cháu lưu lạc đến Khuyển Khâu làm thường dân làm ăn lương thiện sống cho qua ngày đoạn tháng. Hậu duệ của Ác Lai là Phi Tử bởi chăn ngựa có công nên Chu Hiếu Vương thưởng cho ấp Tần, đến đời Tần Tương Công chính thức được Chu Bình Vương phong hầu. Đời Tần Mục Công đã từng xưng bá ở vùng Tây Nhung, đời Tần Huệ Văn Vương sau khi diệt nước Thục đã chính thức xưng vương. Lại đến đời Tần Thủy Hoàng thì thống nhất giang sơn về một mối, nhà Tần truyền được 3 đời thì bị Tây Sở Bá Vương Hạng Vũ diệt mất.
- Quý Thắng (季勝) di chuyển đến lưu vực Hoàng Hà định cư, đến đời chắt là Tạo Phụ (造父) bởi lập được không ít công to nên được Chu Mục Vương phong làm đại phu lấy Triệu thành làm thực ấp nên đổi sang họ Triệu. Cháu 7 đời Tạo Phụ là Thúc Đới (叔带) tiếp tục dời sang nước Tấn thời Tấn Văn hầu, cháu 5 đời của Thúc Đới là Triệu Túc lập nhiều thành tích được Tấn Hiến Công thưởng cho đất Cảnh. Bấy giờ họ Triệu là một trong lục khanh chi phối quyền lực của nước Tấn, đến đời Triệu Tương tử thì liên hợp với 2 họ là Hàn và Ngụy tiêu diệt Trí bá Tuân Dao để chia 3 nước này. Năm 403 tr.CN Triệu Liệt Hầu mới chính thức được thiên tử sắc phong, đến đời Triệu Vũ Linh Vương thì học cách cưỡi ngựa bắn cung của người Hồ mà đất nước trở nên cường đại một thời. Năm 222 TCN, Triệu vương Gia là vua cuối cùng chỉ đạo lực lượng kháng chiến chống Tần ở đất Đại bị tiêu diệt, sau khi nhà Tần đổ có Triệu Yết khôi phục lại đất nước nhưng cũng chỉ được vài năm thì nước ấy bị nhà Hán chiếm đóng.

## Phụ chú
1. ↑  Cũng đọc là Phỉ Liêm, nghĩa là "không trong sạch (liêm khiết.)" Từ này trùng âm với danh từ phi liêm/phỉ liêm 蜚蠊 (chữ liêm nhiều hơn một bộ trùng 虫) nghĩa là "con gián."